# Fritz Tscherter

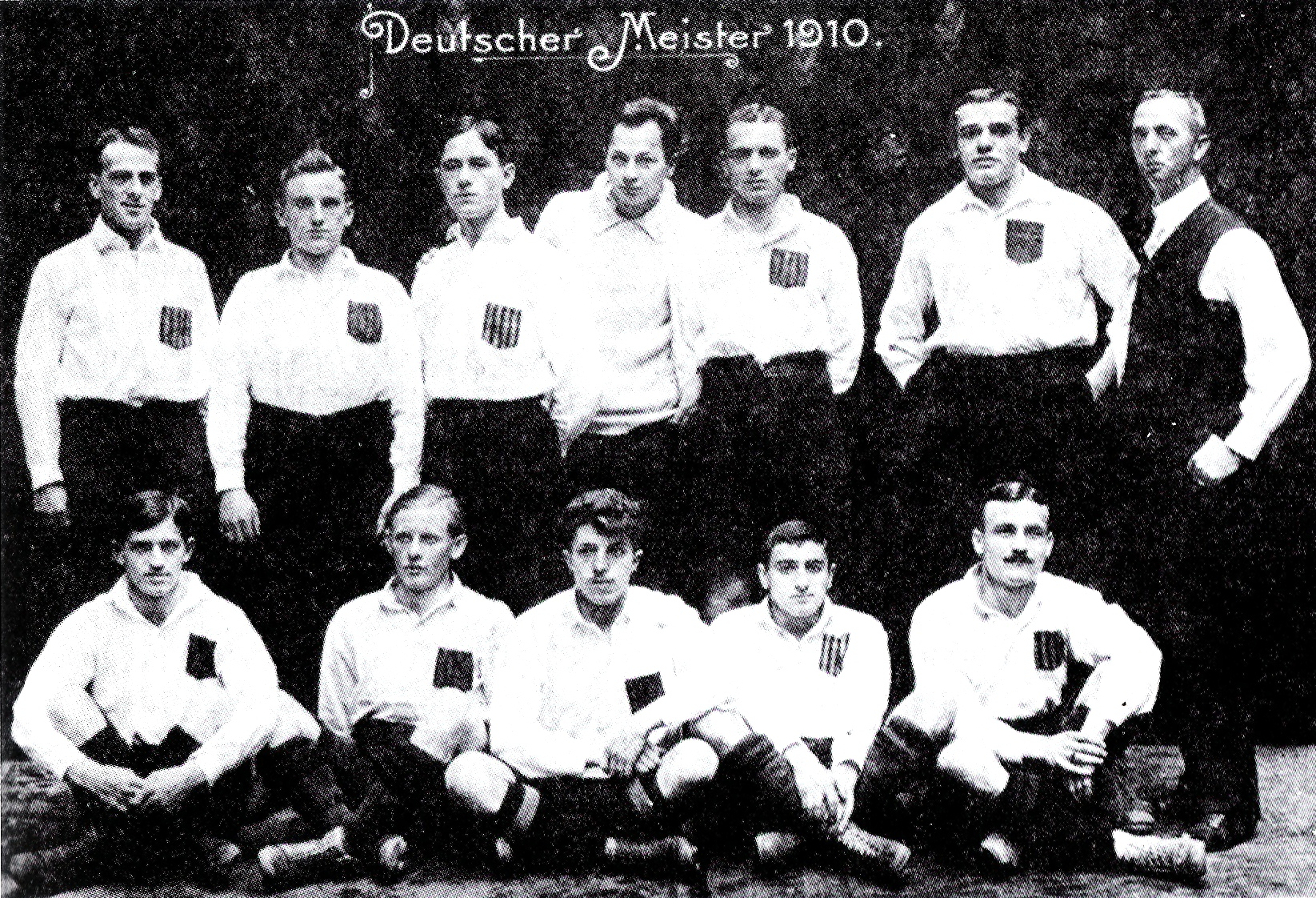
Tscherter (Mitte, sitzend)
sowie Mitspieler und Trainer William Townley
als Deutscher Meister 1910

Fritz Tscherter (* 17. November 1888; † 8. Juli 1963) war ein deutscher Fußballspieler und mit dem Karlsruher FV Deutscher Meister 1910.

## Karriere

### Vereine
Tscherter begann beim aus dem Karlsruher Stadtteil Mühlburg ansässigen FC Germania 1898 mit dem Fußballspielen und gehörte ab der Saison 1908/09 dem Karlsruher FV als Rechtsaußen an, für den er bis Saisonende 1921/22 in den vom Verband Süddeutscher Fußball-Vereine organisierten Meisterschaften zunächst im Südkreis Punktspiele bestritt.
Am Ende seiner zweiten Spielzeit gewann er die Südmeisterschaft und setzte sich mit seiner Mannschaft in der sich anschließenden Endrunde um die Süddeutsche Meisterschaft ungeschlagen durch – wie auch am Ende der Folgesaison. Auch in seiner vierten Spielzeit gewann er mit der Südkreismeisterschaft und der Süddeutschen Meisterschaft erneut zwei regionale Titel. Nachdem er mit der Mannschaft die Saison 1912/13 als Viertplatzierter beendet hatte, schloss er seine letzte Saison in der regional höchsten Spielklasse als Letztplatzierter ab; der Karlsruher FV stieg somit in die zweite Klasse ab.
Die letzten drei Spielzeiten absolvierte er – nach Rückkehr in die erste Klasse – von 1919 – in der Kreisliga Baden – bis 1922 in der Kreisliga Südwest; dabei war seine letzte Saison vom Gewinn der Südwestmeisterschaft gekrönt.
Aufgrund der Erfolge in den Jahren 1910 bis 1912 nahm er mit seiner Mannschaft auch an den jeweiligen Endrunden um die Deutsche Meisterschaft teil. Sein erstes von drei Endrundenspielen bestritt er am 17. April 1910 in München-Gladbach beim 1:0-Sieg gegen die Duisburger SpV. Mit dem 1:0-Siegtreffer von Mitspieler Max Breunig in der 114. Minute im am 15. Mai 1910 in Köln ausgetragenen Finale gegen Holstein Kiel durfte er sich fortan Deutscher Meister nennen. 1911 bestritt er das Viertel- und Halbfinale, das gegen den VfB Leipzig mit 0:2 verloren wurde. 1912 erreichte er mit dem Karlsruher FV erneut das Finale, nachdem er auch schon in den siegreichen Spielen im Viertel- und Halbfinale mitgewirkt hatte und beim 8:1 gegen den Kölner BC 01 sein einziges Endrundentor erzielte. Das am 26. Mai 1912 in Hamburg ausgetragene Finale wurde diesmal durch ein Strafstoßtor entschieden – Ernst Möller entschied die Begegnung in der 52. Minute zugunsten von Holstein Kiel.

### Stationen
- 1908 bis 1921: Karlsruher FV

### Auswahlmannschaft
Tscherter hatte es unverständlicherweise und im Gegensatz zu seinen Kameraden Hollstein, Bosch, Breunig, Groß, Förderer, Fuchs und Hirsch nie in die A-Nationalmannschaft geschafft (auf Rechtsaußen hatte er starke Konkurrenz durch Wegele von Phönix), wohl aber in die Süddeutsche Auswahlmannschaft, die regelmäßig um den Kronprinzenpokal kämpfte.

## Erfolge
- Deutscher Meister 1910
- Süddeutscher Meister 1910, 1911, 1912
- Südwestmeister 1922
- Südkreismeister 1910, 1911, 1912

## Sonstiges
Nach seiner Karriere gehörte Tscherter so wie der Nationalspieler Lorenz Huber zu den Vereinsmitgliedern, die den Kontakt zu den ehemaligen Mitspielern Fuchs und Hirsch auch während der Zeit des Nationalsozialismus aufrechterhielten, als diese wegen ihrer jüdischen Abstammung verfolgt wurden.
Tscherters Eltern waren tschechischer Herkunft; sein Vater war als Schuhmachermeister unter anderem Lieferant für die badische Großherzogin Luise von Preußen.